# Georges Beaucourt

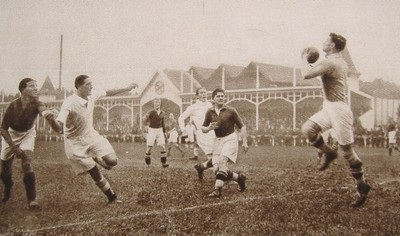
Foto de partida entre Olympique Lillois e Olympique de Marseille no Estádio Henri-Jooris (Lille, França) em 11 de setembro de 1932.

Georges Etienne Cesar Beaucourt (15 de abril de 1912 - 27 de fevereiro de 2002) foi um futebolista francês.
Jogou profissionalmente pelo Olympique Lillois (1928-1938) e pelo Racing Club de Lens (1938-1945), neste último tendo desempenhado também o papel de treinador de 1940 a 1942.
Pelo Olympique Lillois, venceu o primeiro campeonato de futebol profissional disputado na França, em 1933.
Competiu na Copa do Mundo FIFA de 1934, sediada na Itália.